# 慈雲寺 (茨城県大子町)
慈雲寺（じうんじ）は、茨城県久慈郡大子町にある真言宗智山派の寺院。

## 歴史
1152年（仁平2年）、意教上人によって開山された。江戸時代には、多くの末寺を擁し、水戸藩藩主の定宿とされていた。
1891年（明治24年）に火災に遭い、本尊で弘法大師空海作とされる千手観世音菩薩は救出したが、他は山門を除いて焼失してしまった。

## 交通アクセス
- 路線バス黒沢小学校下停留所より徒歩11分。